# Dowództwo Obrony Przeciwlotniczej Ministerstwa Spraw Wojskowych
Dowództwo Obrony Przeciwlotniczej Ministerstwa Spraw Wojskowych – organ pracy dowódcy obrony przeciwlotniczej.

## Historia dowództwa
Minister spraw wojskowych rozkazem Dep. Dow. Og. 7146/Org. Tj. ustanowił z dniem 15 stycznia 1937 na szczeblu Ministerstwa Spraw Wojskowych Dowódcę Obrony Przeciwlotniczej. Dowódca obrony przeciwlotniczej był organem pracy ministra spraw wojskowych, któremu podlegał bezpośrednio w sprawach obrony przeciwlotniczej i przeciwgazowej w wojsku i marynarce wojennej. Organem pracy dowódcy obrony przeciwlotniczej było Dowództwo Obrony Przeciwlotniczej.
Jednocześnie minister spraw wojskowych zlikwidował Wydział OPL w Departamencie Dowodzenia Ogólnego.
Na podstawie rozkazu Departamentu Dowodzenia Ogólnego L. 10868/Org. tjn. z 2 września 1939 dotychczasowe Dowództwo OPL MSWojsk. zostało przekształcone w Dowództwo Obrony Przeciwlotniczej Kraju. Zgodnie z etatem w skład dowództwa wchodziły następujące komórki organizacyjne:
- Sztab,
- Służba Dozorowania,
- Wydział Broni,
- Wydział Balonowy,
- Wydział Terenowy z Referatem Przeciwpożarowym,
- Wydział Chemiczny,
- Samodzielny Referat Budżetowy,
- Kancelaria[a].

## Obsada personalna
Pokojowa obsada personalna Dowództwa OPL MSWojsk. w marcu 1939
- dowódca OPL MSWojsk. i jednocześnie Inspektor Obrony Powietrznej Państwa – gen. bryg. dr Józef Zając
- zastępca dowódcy OPL – płk dypl. art. Włodzimierz Ludwig
- szef Wydziału Ogólno-Organizacyjnego – mjr dypl. art. Józef Konrad Gorski
- kier. referatu organizacyjnego – kpt art. Aleksander Marian Maniszewski
- kier. referatu ogólnego – mjr art. Walenty Miller
- szef Wydziału Przeciwgazowego – ppłk dypl. uzbr. Walery Jasiński
- kier. referatu obrony pgaz. – kpt. uzbr. Zdzisław Marynowski
- kier. referatu –  mjr uzbr. Leonard Matuszewski
- szef Wydziału Dozorowania – ppłk łączn. Aleksander Stanisław Kornel Stebelski
- kier. referatu organizacyjnego – kpt. łącz. Napoleon Szpak
- kier. referatu materiałowego – kpt. łącz. inż. Kazimierz Lubiński
- szef Wydziału Broni – mjr art. Kazimierz Tadeusz Mroziński
- kier. referatu – mjr sap. Edward Fryzendorf
- kier. referatu – kpt. art. Grzegorz Wojtowicz
- szef Wydziału Obrony Biernej – mjr piech. Michał Saturnin Brzozowski
- kier. referatu organizacyjnego – rtm. Zygmunt Podmagórski
- kier. referatu przeciwpożarowego – kpt. piech. Edmund Strużanowski

Obsada personalna Dowództwa OPL Kraju we wrześniu 1939
- dowódca OPL kraju – płk dypl. art. Włodzimierz Ludwig
- zastępca dowódcy OPL kraju – płk art. Rudolf Underka
- oficer do zleceń – ppłk dypl. piech. Włodzimierz Scholze-Srokowski
- szef sztabu – mjr art. Kazimierz Henryk Angerman
- I oficer sztabu – mjr dypl. art. Józef Konrad Gorski †1940 Charków
- II oficer sztabu – mjr dypl. art. Stanisław Dziewiszek
- szef Wydziału Broni Przeciwlotniczej – mjr art. Kazimierz Tadeusz Mroziński
- kierownik Referatu Organizacyjnego – kpt. art. Aleksander Marian Maniszewski
- kierownik Referatu Materiałów Artyleryjskich – kpt. art. Tadeusz Dunicz
- kierownik Referatu Reflektorów Przeciwlotnicznych i Technicznego – mjr sap. Edward Fryzendorf
- kierownik Referatu Personalnego – kpt. art. Grzegorz Wojtowicz
- szef Wydziału Broni Chemicznej – ppłk dypl. uzbr. Walery Jasiński
- kierownik Referatu Obrony Przeciwgazowej – kpt. uzbr. Zdzisław Marynowski
- szef Wydziału Dozorowania – kpt. łącz. Napoleon Szpak †1940 Charków[5]
- kierownik Referatu Organizacyjnego – kpt. łącz. Włodzimierz Florian Rychlicki †1940 Charków[6]
- kierownik Referatu Materiałowego – kpt. łącz. inż. Kazimierz Lubiński
- szef Wydziału OPL Biernej – mjr piech. Michał Saturnin Brzozowski
- kierownik Referatu Organizacyjnego – rtm. Zygmunt Podmagórski †1940 Katyń[7]
- kierownik Referatu Maskowania – kpt. mar. Włodzimierz Ziemomysł Dołęga-Otocki
- kierownik Referatu Statystycznego – kpt. mar. inż. st. sp. Bolesław Gajewski
- szef Wydziału Balonowego – ppłk obs. Jan Wolszleger
- kierownik Referatu Organizacyjnego – kpt. obs. Antoni Stencel
- kierownik Referatu Materiałowego – kpt. pil. Władysław Pionko
- kierownik Głównej Składnicy Meldunkowej Kraju – kpt. łącz. Stanisław Władysław Żmitrowicz
- referent – por. rez. Kazimierz Bienert
- kierownik Referatu Przeciwpożarowego – kpt. piech. Edmund Strużanowski
- komendant Kwatery Głównej – mjr uzbr. Leonard Matuszewski
- kierownik Referatu Pieniężnego – kpt. uzbr. Jerzy Romuald Wyrzykowski
- kierownik kancelarii – urzędnik cywilny Szella
- mjr art. Stefan Sztukowski (od 15 IX 1939[8])